# La Estrella (subdelegación)
La subdelegación de La Estrella fue una de las subdelegaciones que integró los antiguos departamentos de San Fernando y Santa Cruz. Fue integrada por tres distritos.
El territorio de la subdelegación fue organizado por decreto del presidente José Joaquín Pérez Mascayano el 14 de agosto de 1867. Se suprimió con la Constitución de 1980.

## Historia
Los límites de la subdelegación, establecidos mediante el decreto que organizó las subdelegaciones del departamento de San Fernando, fueron los siguientes:

Al norte, el que sirve de deslinde sur a la subdelegación anterior (Rosario); al este, el Rapel, el Tinguiririca y el estero de las Cadenas; al sur, este mismo estero hasta enfrentar el cerco de Marchigüe y desde este punto el cordón de cerros de la Trinidad, las minas de Portezuelo y lomaje de la Polcura, lomaje y planes de Mallermo hasta el Alto de Curamahue; y al oeste, el deslinde oriental de la subdelegación 14.° de Cocauquén formado por la cerca y foso que separa la hacienda de Mallermo de la Rosa, el valle de las Piedras Blancas hasta llegar al cerro del Poroto, el valle de los Sauces, que termina en el estero de Pailimo y finalmente el curso de este estero hasta que se le une el del Cajón.

Los distritos que la conformaron fueron: 1.° Estrella, 2.° San Rafael y 3.° San Miguel de los Llanos.
Por decreto del 22 de diciembre de 1891 fueron creadas varias comunas en el departamento de San Fernando. Además de la capital provincial, fue creada, entre otras, la comuna de La Estrella, integrada por la subdelegación de Rosario y La Estrella.
El Decreto con Fuerza de Ley N.º 8.583 del 30 de diciembre de 1927 redistribuye el territorio del departamento de San Fernando, y la subdelegación de La Estrella pasa al departamento de Santa Cruz.
La subdelegación de La Estrella fue suprimida por la Constitución de 1980.

## Administración
La administración del territorio estaba a cargo del subdelegado, subordinado al gobernador departamental y nombrado por él. Duraban dos años en el cargo, aunque también podían ser nombrados indefinidamente. Podían ser removidos por el gobernador, quien debía dar cuenta de esto al intendente provincial. Los distritos, en tanto, eran regidos por un inspector, quien respondía a las órdenes del subdelegado, quien tenía la potestad de nombrarlos o removerlos dando cuenta al gobernador departamental.

### Subdelegados
Fueron subdelegados de La Estrella:
- Anastacio Cáceres (1867—1879)
- Pedro Camus (hasta 1890)